# Bartosz Grabowski
Bartosz Grabowski (Toruń, 11 de abril de 2000) es un deportista polaco que compite en piragüismo en la modalidad de aguas tranquilas.
Ganó dos medallas en el Campeonato Mundial de Piragüismo, plata en 2019 y bronce en 2021, y una medalla de plata en el Campeonato Europeo de Piragüismo de 2022.

## Palmarés internacional
| Campeonato Mundial | Campeonato Mundial     | Campeonato Mundial | Campeonato Mundial |
| Año                | Lugar                  | Medalla            | Competición        |
| ------------------ | ---------------------- | ------------------ | ------------------ |
| 2019               | Szeged (Hungría)       | Medalla de plata   | K2 200 m           |
| 2021               | Copenhague (Dinamarca) | Medalla de bronce  | K2 200 m mixto     |
| Campeonato Europeo |                        |                    |                    |
| Año                | Lugar                  | Medalla            | Competición        |
| 2022               | Múnich (Alemania)      | Medalla de plata   | K2 200 m           |